# Електрична обробка нафтових свердловин
Технологія електричної обробки свердловин — призначена для зниження обводненості на видобувних нафтових свердловинах, відновлення їх продуктивності, відсічення газових конусів, а також для відновлення характеристик нагнітальних свердловин. Об'єктами застосування технології є як теригенні, так і карбонатні колектори з глибиною залягання до 2000 м і 3000 м відповідно.

## Загальний опис
Як правило, обробці підлягають свердловини з обводненістю продукції 40-85 % і дебітом по рідині 10-85 м3 / добу при неоднорідних пластах з почергово високою і зниженою пористістю.
Сутність технології заснована на тому, що при пропущенні через нафтовий пласт імпульсів електричного струму відбувається виділення енергії в тонких капілярах. Коли кількість виділеної енергії перевищує якесь порогове значення, спостерігаються зміни структури пустотного простору мікронеоднорідного середовища і просторових структур фільтраційних потоків.
В свердловинах відбуваються руйнація кольматанта і прилеглих шарів гірської породи, газова кольматація, руйнування подвійних електричних шарів, зміна поверхневого натягу на межі розділу фаз. Після закінчення електровпливу на пласт в результаті зміни просторової структури фільтраційних потоків в породі обводненість видобутої нафти виявляється значно зниженою на тривалий період часу.
У загальному випадку для реалізації технології можливі кілька схем підключення до свердловин. Частіше використовується схема підключення двох розташованих поруч свердловин до колонних голівках. Джерелом живлення служить дизель-генератор із знижуючим трансформатором або високовольтний трансформатор. З виходу силового блоку різнополярний імпульсний струм через силові кабелі подається на металеву арматуру усть двох намічених для електровпливу свердловин. Тривалість електровпливу на пласт становить 20-30 годин. При цьому відсутні негативні впливи на обсадні колони та інше свердловинне обладнання.
Розроблена та починає впроваджуватися схема підключення до колоної голівки однієї свердловини з використанням заземлення. Як заземлення використовуються 50 металевих стрижнів, які виконують роль другого електрода.
За схемою підключення двох свердловин на родовищах Західного Сибіру пройшли обробку 450 свердловин. Їх дебіт був збільшений в середньому в 2,5 рази при істотному зниженні обводненості продукції. Тривалість дії ефекту в середньому склала 32,4 місяця.